# Karl Herbert Scheer
Pour les articles homonymes, voir Scheer (homonymie).
Karl Herbert Scheer, né le 19 juin 1928 à Francfort-Harheim en Hesse et mort le 15 septembre 1991  à Bad Homburg vor der Höhe, est un écrivain allemand de science-fiction.

## Biographie
Son premier récit parut en 1948 sous le titre : Stern A funkt Hilfe (Appel de détresse d'Étoile A). Par la suite, Scheer fit une carrière d'écrivain exemplaire dans le domaine de la science-fiction allemande. Au milieu des années 1950, il fonda le club Stellaris. En 1958, il reçut le prix Hugo allemand. Il écrivit des romans de science-fiction en partie sous le pseudonyme « Alexej Turbojew » et exerça également son talent dans le genre du roman policier et des aventures de flibustiers.
Il est l'auteur de la série de science-fiction D.A.S, mais celle-ci fut arrêtée pour lui permettre de participer à l'écriture d'une autre série de science-fiction avec Clark Darlton. En 1961, en collaboration avec Clark Darlton, Scheer crée le cycle de science-fiction allemand le plus célèbre de son histoire : Perry Rhodan, qui paraît toutes les semaines et compte déjà 2 300 numéros. Il fut l'inspirateur majeur des 647 premiers numéros et contribua également au concept du cycle intitulé Atlan, un cycle similaire à celui de Perry Rhodan. Ses descriptions détaillées des événements militaires et des armes utilisées dans ses romans, ainsi que sa prédilection pour les règlements militarisés des conflits lui valurent le surnom de Handgranaten-Herbert (Herbert la Grenade).

## Œuvres
Scheer participa très largement aux cycles de science-fiction Perry Rhodan, Atlan et D.A.S.. La bibliographie liste par ordre alphabétique les ouvrages de l'auteur parus en français.
- À l'assaut d'Andromède (1965 - Die Straße nach Andromeda / Sternstation im nichts) ;
- À l'assaut d'Arkonis (1962 - Vorstoß nach Arkon / Die Welt der drei Planeten) ;
- L'Affaire Pégasus (rééd. Opération Pégase) (1957 - Unternehmen Pegasus) ;
- L'Agonie d'Atlantis (1963 - Die letzten Tage von Atlantis / Fehlsprung der Tigris) ;
- Alerte à l'hypnose (1974 - Sonderplanung Mini-Mond) ;
- Alerte aux Antis (1963 - Der Anti / Preis der Macht) ;
- L'Amiral d'Arkonis (1962 - Der Einsame der Zeit / Der Zweikampf) ;
- Androïdes en série (1975 - Notlösung vorgesehen) ;
- Arbitrage martien (1975 - Roboternarkose Newton) ;
- Les Astres noirs (1964 - Die Kanonen von Everblack / Wächter in der Einsamkeit) ;
- Au cœur de la démesure (1967 - Alarm im Sektor Morgenrot / Die Plattform des Schreckens) ;
- L'Aventure akonide (1963 - Duell unter der Doppelsonne / Die gestohlene Raumflotte) ;
- Le Barrage bleu (1963 - Entfesselte Gewalten / Das blaue System) ;
- CC-5 top secret (1957 - CC.5 Streng geheim) ;
- Le Caboteur cosmique (1963 - Der Zielstern / Der Weltraum-Tramp) ;
- Centre d'intendance Godapol (1974 - Nachschubbasis Godapol) ;
- Les Cerveaux morts (1958 - Eliteeinheit Luna-Port) ;
- Le Cocon-Psi (1975 - Alphacode Höhenflug) ;
- Coefficient de sécurité : Trois (1974 - Sicherheitsfaktor 3) ;
- Combats sous les cratères (1958 - Überfällig) ;
- Commando HC - 9 (1957 - Kommandosache HC-9) ;
- Les Condamnés du centre (1965 - Verschleppt nach Andro-Alpha / Die Doppelgänger von Andromeda) ;
- Les Constructeurs du centre (1968 - Das Rätsel der Biostation / Im Zentrum der Reisensonne) ;
- Contre-offensive Copernicus (1965 - Gegenschlag Kopernikus) ;
- Les Coureurs d'ondes de Chrystal (1965 - Rendezvous im Weltall / Die Parasprinter) ;
- Cristal-catastrophe (1967 - Keine Rettung für Schlachtschiff Omaso / Die Macht der Gläsernen) ;
- Le Déclin du dictateur (1965 - Planet der letzen Hoffnung / Höllentanz der Reisen) ;
- Dérive intergalactique (1967 - Gucky und der Golem / Die vier Unheimlichen) ;
- La Déroute des Droufs (1963 - Die Schläfer der Isc / Der Fall Kolumbus) ;
- Destination Atlantide (1975 - Bezugspunkt Atlantis) ;
- Le Dieu endormi (1974 - Intelligenz unerwünscht) ;
- L'Élément 120 (1957 - Ordnungszahl 120) ;
- L'Émir et l'éternité (1966 - Jagd auf den Zeitagenten / Ultimatum an unbekannt) ;
- L'Enjeu lunaire (1975 - Marsrevolte problematisch) ;
- L'Escapade de l'Emir (1967 - Das System der blauen Riesen / Koordinaten ins jenseits) ;
- L'Esprit de Vénus (1975 - Privileg Venusgeist) ;
- Facultés inconnues (1960 - Fähigkeiten unbekannt) ;
- Les Forçats de l'Antarctique (1958 - Hölle unter null Grad) ;
- La Forteresse des six lunes (1961 - Das Geheimnis der Zeitgruft / Die Festung der sechs Monde) ;
- Incarnation illégale (1975 - Inkarnation ungesetzlich) ;
- L'Ingénieur intergalactique (1966 - Der Geist der Maschine / Die 6. Epoche) ;
- Intendance martienne Alpha VI (1974 - Marsversorger Alpha VI) ;
- Les Méduses de Moofar (1962 - Der Mensch und das Monster / Seuchenherd Aralon) ;
- Menaces sur les mutants (1964 - Die Spezialisten der Uso / Signale der Ewigkeit) ;
- Microcosme et macrocosme (1965 - Geheimwaffe Horror / Die Mikro-Festung) ;
- Le Mirage de la montagne chantante (1985 - Grösser als die Sonne / Lemy und der Krötenwolf) ;
- Mission secrète "Œil géant " (1974 - Geheimorder Riesenauge) ;
- Le Monde-aux-cent-soleils (1964 - Agenten des Vernichtung / Roboter lassen bitten...) ;
- Le Mutant d'Hiroshima (1960 - Raumpatrouille Nebelwelt) ;
- N'approchez pas ! (1959 - Zutritt verboten) ;
- Les Naufragés du 14-18 (1975 - Lösung Takalor) ;
- Nitrabyl la ténébreuse (1975 - Fehlschlag unzulässig) ;
- L'Offensive de crétinisation (1965 - Notlandung auf Beauly 2 / Der gnadenlose Gegner) ;
- Offensive Minotaure (1964 - Offensive Minotaurus) ;
- L'Oiseau de Mars (1975 - Zonta-Norm regelwidrig) ;
- Opération astrée (1961 - Unternehmen Stardust / Die dritte Macht) ;
- Opération dernière chance (1964 - Das Psycho-Duell / Retter des Imperiums) ;
- Opération soleil levant (1959 - Großeinsatz Morgenröte) ;
- Le Pacte de paix (1967 - Die Halle der Unbesiegbaren / Die Sonneninferno) ;
- Péril psychique (1957 - Zur besonderen Verwendung) ;
- Lee Péril surgi du passé (1965 - Gefahr aus der vergangenheit / brennpunkt twin) ;
- Le Piège à pirates (1962 - Der kosmische Lockvogel / Die Flotte der Springer) ;
- La Piste parapsychique (1966 - Befehle aus der 5 Dimension / Im geheimer Mission auf Lemuria) ;
- Le Poids du passé (1962 - Festung Atlantis / Der Roboter-Spion) ;
- Pouvoirs illimités (1959 - Vollmachten unbegrenzt) ;
- Le Prix du pouvoir (1963 - Kampfschule Naator / Die Schlüssel zur Macht) ;
- Programmation impossible (1977 - Programmierung ausgeschlossen) ;
- Projet paladin (1968 - Roboter-Patrouille / Der versklavte Riese) ;
- Le Réveil de la forteresse (1975 - Brutlabor Okolar-Trabant) ;
- La Révolte des grands cerveaux (1974 - Erbspione Vogelfrei) ;
- Les Roues de feu (1957 - Diagnose negativ) ;
- S.O.S. Sibérie (1974 - Notrufsender Gorsskij) ;
- Le Satellite secret (1966 - Geheimsatellit Troja / Wachkommando Andro-Beta) ;
- Les Sauveteurs Sigans (1964 - Die kleinen Männer von Siga / Unternehmen Nautilus) ;
- Les Sœurs stellaires (1966 - Die drei Sternenbrüder / Der Geleitzug ins Ingewisse) ;
- Les Soldats stellaires (1965 - Soldaten für Kahalo / Die lebenden Toten) ;
- Les Soleils de Siamed (1963 - Das rote Universum / Unter den Sternen von Druufon) ;
- Sous le signe de la grande ourse (1962 - Kodezeichen großer Bär) ;
- La Station de Saar Lun (1966 - Notrufe aus dem nichts / Kontrollstation Modul) ;
- La Terre a peur (1961 - Die strahlende Kuppel / Götterdämmerung) ;
- Le Test de l'aigle rouge (1974 - Testobjekt Roter Adler) ;
- Le Traître de Tuglan (1962 - Die Rebellen von Tuglan / Der Unsterbliche) ;
- Le Transmetteur temporel (1966 - Sieben Stunden Angst / Die Invasion der Toten) ;
- Le Triscaphe titanesque (1965 - Endstation der Grauens / Aufbruch der Oldtimer) ;
- Les Vainqueurs de Véga (1961 - Raumschlacht im Vega-Sektor / Mutanten im Einsatz) ;
- Le Virus mystérieux (1961 - Vorsicht, niemandsland !) ;
- Les Visiteurs du passé (1975 - Spätkontrolle aufschlussreich)  (ISBN 978-2-2650-3121-0).